# Jordanoleiopus jadoti
Jordanoleiopus jadoti es una especie de escarabajo longicornio del género Jordanoleiopus, tribu Acanthocinini, familia Cerambycidae. Fue descrita científicamente por Teocchi en 1998.

## Distribución
Se distribuye por Camerún.

## Descripción
La especie mide 10-11 milímetros de longitud. El período de vuelo ocurre en el mes de septiembre y octubre.